# Terapia de pareja (telenovela)
Terapia de Pareja es una serie de televisión colombiana producida por  Caracol Televisión en 2011 y 2013. Está protagonizada por Silvia de Dios y Diego Bertie.

## Sinopsis
Los Pablo Guerra son una pareja de psicólogos que enfrentan miedos y conflictos como cualquier otra pareja. Han creado una firma llamada, "Frágil Corazón", en donde atienden a matrimonios en crisis, decididos a darle una segunda oportunidad a sus relaciones o simplemente ponerle punto final a ese sueño que alguna vez fue tan importante para ellos. Esto los mantendrá unidos las veinticuatro horas, lo que hará que por momentos se sientan asfixiados y enfrenten las mismas crisis que tienen que tratar en sus consultorios.
Cada capítulo nos contará algo de su vida, pero a la vez, nos enfrentará a una Terapia de Pareja que nuestros protagonistas tendrán que ayudar a salvar o a hundir definitivamente.

## Reparto
- Silvia de Dios - Sara
- Diego Bertie - Pablo
- Johanna Fadul